# ذره

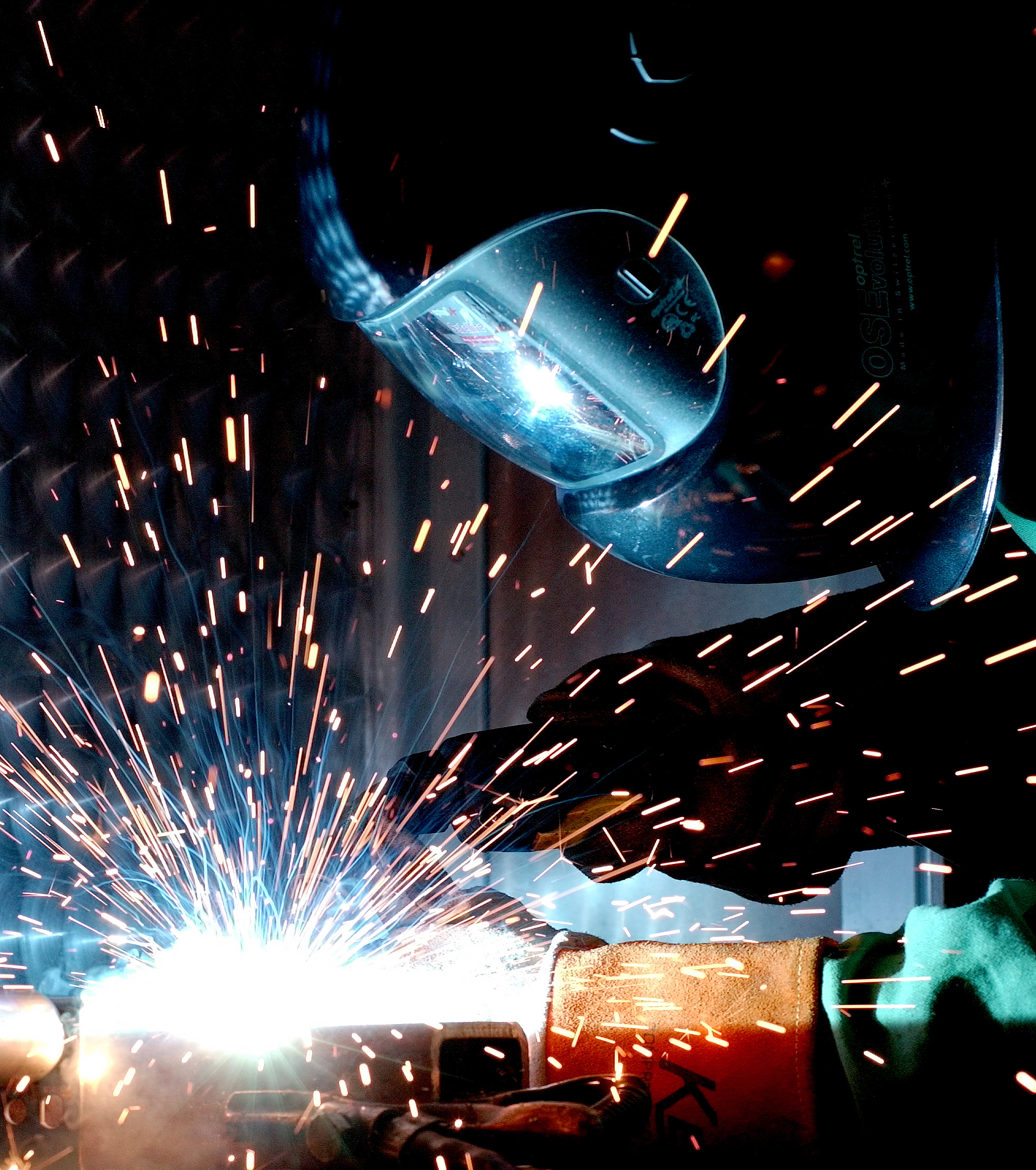
جوشکاران باید به وسیله ماسک محافظ خود را ذرات داغ منتشر شده در هنگام جوشکاری قوس الکتریکی حفاظت کنند.

ذره (به انگلیسی: particle)، مقدار بسیار جزئی (تکه) یا کوچک‌ترین یا بخش گسستهٔ نسبتاً کوچکی از ماده است در علوم فیزیک، یک ذره جسم کوچکی با جانمایی مشخص است که می‌توان ویژگی‌های فیزیکی و شیمیایی متعددی را مانند حجم یا جرم به آن نسبت داد. حجم ذرات گستره بسیار زیادی دارد، از ذرات زیر اتمی مانند الکترون تا ذرات میکروسکوپی مانند اتم یا مولکول تا ذرات ماکروسکوپی مانند پودر و مواد ریزدانه‏‌ای. همچنین از ذرات می‌توان برای مدل‌سازی علمی از اشیای بزرگتر مانند حرکت انسان‌ها در بین جمعیت یا حرکت اجرام آسمانی، استفاده کرد.
در مکانیک، منظور از ذره، جسمی است که برای مدل‌سازی آن بتوان از ابعاد آن صرف نظر کرد و تنها برای آن جرم در نظر گرفت. در نتیجه، دوران برای ذره، بی‌معنی است و هر ذره در فضا، تنها ۳ درجهٔ آزادی (امکان جابجایی در ۳ راستا) دارد. ذره می‌تواند به بزرگی کوارک در یک چاه کوانتومی یا به اندازهٔ خورشید در کهکشان راه شیری باشد؛ یعنی اگر برای بررسی حرکت خورشید، ابعاد آن تأثیری نداشته باشد و از دوران آن صرف نظر شود، به صورت ذره مدل می‌شود؛ بنابراین محدودهٔ علوم و تکنولوژی‌هایی که بر روی ذرات مطالعه می‌کنند، از اخترفیزیک تا فیزیک انرژی بالا متغیر است.
در مهندسی مواد اندازهٔ ذرات رایج‌ترین مواد صنعتی در محدودهٔ ۵۰ نانومتر تا ۰٫۱سانتی‌متر است. اما اندازه‌هایی به بزرگی ۱۰سانتی‌متر نیز در دیرگدازهای ریخته‌گری و بتون و همچنین اندازه‌هایی به کوچکی ۵ نانومتر نیز در برخی از مواد تهیه شده به روشهایی شیمیایی مشاهده شده‌است. این دامنهٔ اندازهٔ ذرات از شن‌های درشت تا اندازهٔ ویروس‌ها متغیر است.